# لوسيرنتا
لوسيرنتا هي كومونا (بلدية) في مدينة تورينو الحضرية بالمنطقة الإيطالية بيدمونت ، وتقع على بعد حوالي 45 كيلومتر (28 ميل) جنوب غرب تورينو .
وتقع مدينة لوسيرنتا على حدود البلديات الآتية: لوسيرنا سان جيوفاني وبيبيانا .